# Lilly, Georgia
Lilly är en ort i Dooly County i Georgia. Vid 2020 års folkräkning hade Lilly 129 invånare.